# Боринка (притока Пичаса)
Бо́рінка (Барінка; рос. Боринка) — річка у Росії, права притока річки Пичас. Протікає по території Можгинського району Удмуртії.
Річка починається на північний схід від присілку Александрово. Протікає на південь та південний схід. Впадає до річки Пичас нижче села Пичас. Річка має декілька дрібних приток. Майже повністю протікає через лісові масиви.
Довжина річки — 15 км. Висота витоку — 189 м, висота гирла — 121 м.